# Pahlavas
Los pahlavas son un pueblo del Indo, probablemente de origen parto. Son mencionados en textos antiguos de la India, como las Leyes de Manu, algunos Puranas, el Ramayana, el Mahabharata y la Br̥hat-Samhita. En algunos textos también se los menciona con el nombre de pallavas: el Vayu Purana distingue pahlava y ahnava, pero el Vamana Purana y el Matsya Purana los llama a ambos pallava. 
Según P. Carnegy, los pahlavas probablemente son pueblos que hablan paluvi o pehlvi, es decir parto. Georg Bühler sugiere también que pahlava es una forma india del nombre Parthava, que significaría Partia. En el siglo IV, el vartika de Kātyāyana menciona a los sakah-parthavah, lo que demuestra que conocía a estos shakas-partos, probablemente gracias al comercio.